# Koboltglans
Koboltglans, CoAsS, är ett metallglänsande mineral bestående av kobolt (ca 35,5 %), arsenik (45,2 %) och svavel (19,3 %). I regel ingår även något järn.

## Egenskaper
Mineralet är rödaktigt silvervitt till färgen och starkt metallglänsande. Det kristalliserar ortorombiskt men de tre kristallaxlarna är nästa lika långa, a=5,5833 Å, b=5,5892 Å, c=5,5812 Å. Mineralet ser ofta ut som kub eller pentagondodekaeder. Koboltglans anlöps lätt och antar då en mattgrå färg.

## Förekomst
Koboltglans förekommer på flera ställen i Sverige tillsammans med andra sulfidmineral, bland annat kopparkis och de mera underordnade koboltmineralen linneit och smaltit. Ofta är den insprängd i kalksten eller gnejs.
I Sverige finns den vid Tunaberg i Södermanland, Vena gruvfält i Närke, Gladhammar i Småland, Håkansboda och Riddarhyttan i Västmanland med flera ställen.
Viktiga fyndigheter finns i Tyskland, Kanada, Australien och Marocko.

## Användning
I Norge har man brutit koboltglans vid Skutterud vid Modum (cirka 5 mil VNV Oslo) och framställt koboltfärger av den.
Förekomster i Schlesien och Westfalen har använts för tillverkning av smalt och till färger för glas- och porslinsindustrin.
Koboltmineralet har också stor betydelse för framställning av stål- och andra legeringar.